# بيوس عليبك هرمز
بيوس عليبك هرمز (عنكاوا، شمال العراق، 1955) هو لغوي عراقي وصاحب مطعم من العرق الآشوري. درس فقه اللغة الإنجليزية في بغداد، ثم تابع دراسته بعد ذلك في لندن. وقد ركز مسيرته في اللسانيات التاريخية المقارنة ومنشأ وتطور اللغات. وصل إلى برشلونة في عام 1981.
كرس نفسه لتعليم اللغات، وإعطاء دروس في المدارس وفي الجامعة؛ إلى الترجمات البريوديكو دي كاتالونيا، وكذلك لبرنامج السوق الأوروبية المشتركة مانوميد المكرس لحماية كتب التراث من شرق البحر الأبيض المتوسط. وهو يجيد اللغة الآرامية، الإنجليزية، العربية، الكردية، الكاتالونية، والإسبانية.
منذ عام 1997 قام بإدارة مطعم ميزوبوتاميا، المتخصص في المطبخ العراقي، في شارع كارير دي فيردي في حي جراسيا من برشلونة، اسبانيا. وهو يتعاون في برنامج «المسافرين من غراند اناكوندا» (الكاتالونية: "Els Viatgers de la Gran Anaconda") من راديو كاتالونيا، حيث يستضيف الجزء «كلمات السفر» (الكاتالونية: "Paraules Viatgeres")، والذي يستكشف كيف ولدت الكلمات وكيف تطورت، ولا سيما كلمات ذات المنبع الشرقي.
خلال الأحتجاجات المناهضة للحرب عام 2003 أصبح شخصية مألوفة في النضال من أجل السلام. في عام 2004 حصل على وسام الشرف من برشلونة (كاتالونيا: Medalla d'Honor de Barcelona). قام بترجمة «عمارة يعقوبيان» للمؤلف المصري علاء الأسواني إلى الكاتالونية، وهو مؤلف كتاب «جذور البدو»، التي نشرت في كاتالونية من قبل لا كامبانا (برشلونة، 2010).

## وصلات خارجية
- Entrevista a Pius Alibek, B.MM, n. 65 (Hivern 2005)
- Entrevista a Pius Alibek, Vilaweb TV (15/3/2010)